# Complete Clapton
Complete Clapton é uma coletânea dupla de Eric Clapton, lançada em 2007. Coincide com o lançamento de sua autobiografia e compreende toda a carreira do cantor e guitarrista, com faixas de Cream, Blind Faith, Derek and the Dominos, antigas bandas de Clapton, e de sua carreira solo. Os principais singles do músico, de 1966 a 2006, estão nessa coletânea.

## Faixas
| Disco 1        |                                             |         |  |
| N.º            | Título                                      | Duração |  |
| 1.             | "I Feel Free (Cream)"                       | 2:54    |  |
| 2.             | "Sunshine of Your Love (Cream)"             | 4:12    |  |
| 3.             | "White Room (Cream)"                        | 5:00    |  |
| 4.             | "Crossroads [Live at Winterland] (Cream)"   | 4:08    |  |
| 5.             | "Badge (Cream)"                             | 2:42    |  |
| 6.             | "Presence of the Lord (Blind Faith)"        | 4:49    |  |
| 7.             | "After Midnight"                            | 3:08    |  |
| 8.             | "Let It Rain"                               | 5:06    |  |
| 9.             | "Bell Bottom Blues (Derek and the Dominos)" | 5:01    |  |
| 10.            | "Layla (Derek and the Dominos)"             | 7:09    |  |
| 11.            | "Let It Grow"                               | 4:57    |  |
| 12.            | "I Shot the Sheriff"                        | 4:22    |  |
| 13.            | "Knockin' on Heaven's Door"                 | 4:24    |  |
| 14.            | "Hello Old Friend"                          | 3:34    |  |
| 15.            | "Cocaine"                                   | 3:35    |  |
| 16.            | "Lay Down Sally"                            | 3:49    |  |
| 17.            | "Wonderful Tonight"                         | 3:41    |  |
| 18.            | "Promises"                                  | 2:59    |  |
| 19.            | "I Can't Stand It"                          | 4:10    |  |
| Duração total: | Duração total:                              | 79:50   |  |

| Disco 2        |                                         |         |  |
| N.º            | Título                                  | Duração |  |
| 1.             | "I've Got a Rock 'n' Roll Heart"        | 3:16    |  |
| 2.             | "She's Waiting"                         | 4:56    |  |
| 3.             | "Forever Man"                           | 3:14    |  |
| 4.             | "It's in the Way That You Use It"       | 4:13    |  |
| 5.             | "Miss You"                              | 5:07    |  |
| 6.             | "Pretending"                            | 4:43    |  |
| 7.             | "Bad Love"                              | 5:08    |  |
| 8.             | "Tears in Heaven"                       | 4:35    |  |
| 9.             | "Layla [Unplugged]"                     | 4:39    |  |
| 10.            | "Running on Faith [Unplugged]"          | 6:12    |  |
| 11.            | "Motherless Child"                      | 2:57    |  |
| 12.            | "Change the World"                      | 3:56    |  |
| 13.            | "My Father's Eyes"                      | 5:24    |  |
| 14.            | "Riding with the King"                  | 4:25    |  |
| 15.            | "Sweet Home Chicago"                    | 5:17    |  |
| 16.            | "If I Had Possession Over Judgment Day" | 3:27    |  |
| 17.            | "Ride the River"                        | 4:37    |  |
| Duração total: | Duração total:                          | 76:17   |  |